# Carbonada (película)
Carbonada es una película cortometraje de animación en blanco y negro de Argentina dirigida por Quirino Cristiani sobre su propio guion que se estrenó e 1943. La película, cuyo nombre corresponde a una comida que se hace en Argentina, Chile y Bolivia con vegetales, frutas y carne cocinados, recibió un premio de la Municipalidad de Buenos Aires y de ella actualmente no se conocen copias.

## Producción
El director y guionista Quirino Cristiani (1896-1984), nacido en Italia y radicado de joven en Argentina fue un pionero del cine de animación responsable de los dos primeros largometrajes de animación del mundo, El apóstol (1917) y Sin dejar rastros (1918), y del primer largometraje de animación sonoro, Peludópolis (1931).
Ganó el premio de la Municipalidad de Buenos Aires de 1943.